# کلید شکست

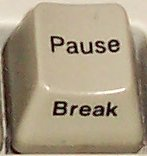
دکمه مکث/شکست

کلید شکست (به انگلیسی: Break key) یک کلید در اکثر صفحه کلیدها برای وقفه عملیات در محیط کنسول یا ترمینال استفاده می‌شود. کلید شکست ممکن است به صورت کلید مکث/شکست (به انگلیسی: Pause/Break) نیز نوشته شود.

## تاریخ
دکمه شکست از زمان قرن نوزدهم، دکمه ای برای شکستن دور یا گردش تلگراف بود. در زمان معرفی صفحه کلید IBM در سال ۱۹۸۵ که به مدل M 101-key شناخته می‌شد، این دکمه با ترکیب Pause Break به صورت یک کلید استفاده شد.

## در برنامه‌نویسی
در محیط بدون گرافیکی کنسول می‌توان حلقه‌های بی پایان را با کلید شکست، پایان داد.